# Schwellbrunn
Schwellbrunn es una comuna suiza del cantón de Appenzell Rodas Exteriores, formó parte del extinto distrito Hinterland. Limita al norte con las comunas de Degersheim (SG) y Herisau, al este con Waldstatt y Urnäsch, al sur con Schönengrund y Sankt Peterzell (SG), y al oeste con Mogelsberg (SG).
Es la comuna que se encuentra a mayor altitud en el cantón, desde allí se puede obtener una magnífica vista del lago de Constanza, que constituye una de las mayores fuentes de ingreso de la comunidad.